# István Szabó (canoë-kayak)
Pour les articles homonymes, voir Szabó et István Szabó (homonymie).
Dans le nom hongrois Szabó István, le nom de famille précède le prénom, mais cet article utilise l’ordre habituel en français István Szabó, où le prénom précède le nom.
István Szabó est un kayakiste hongrois pratiquant dans les années 1970/1980 la course en ligne, plutôt spécialiste du K-2 et K-4.
Participant à trois Jeux olympiques d'été, il a remporté deux médailles au 1000 m K-2 avec une médaille d'argent en 1980 et une médaille de bronze en 1976.
Szabó a également remporté seize médailles aux championnats du monde de l'ICF avec cinq médailles d’or (K-1 4 x 500 m: 1971, K-2 1000 m: 1974, 1977; K-2 10000 m: 1975, 1978), six médailles d’argent ( K-2 1000 m: 1979, K-2 10000 m: 1977, 1981, 1983, 1985, K-4 10000 m: 1974) et cinq bronzes (K-2 1000 m: 1978, K-2 10000 m. 1982 , K-4 1000 m: 1970, 1971, 1975).